# Medalla de la Marina i del Cos de Marines
La Medalla de la Marina i del Cos de Marines (anglès: Navy and Marine Corps Medal) és una condecoració dels Estats Units, creada el 7 d'agost de 1942 per Franklin Delano Roosevelt mitjançant una acta del Congrés.
És atorgada a qualsevol persona que, mentre servia amb la Marina i el Cos de Marines, es distingeix per heroisme sense estar en conflicte amb un enemic armat. Per accions de salvar vides cal que l'acció fos amb risc de la pròpia vida.
Se situa entre la Creu dels Vols Distingits) i l'Estrella de Bronze; i és equivalent a les Medalles del Soldat (USA), de l'Aviador (USAF) i dels Guardacostes (USCG).
Durant la segona meitat del segle xx, ha estat atorgada en lloc de les Medalles per Salvar Vides, per rescats al mar amb perill de la pròpia vida. Això és degut principalment a la creació d'una varietat de condecoracions militars addicionals que estan sovint millor considerades que les Medalles per Salvar Vides.
El futur President John F. Kennedy la va rebre per heroisme mentre servia com a Oficial Comandant d'una Llanxa Torpedinera PT-109 durant la II Guerra Mundial.

## Receptors notables
- Carl Brashear
- Pedro Del Valle
- James E. Williams
- Daniel Johnson
- John F. Kennedy
- Aloysius Schmitt

## Disseny
De forma hexagonal, hi ha la figura d'una àliga amb les ales esteses cap a dalt, amb una àncora als peus. A sota hi ha la bola del món i la inscripció "Heroism" (Heroisme).
Penja d'una cinta amb 3 barres d'igual amplada, en blau marí, groc i vermell.